# Малая Якиманка
Ма́лая Якима́нка — улица в центре Москвы на Якиманке между Якиманской набережной и Бродниковым переулком.

## История
Названа по приделу Иоакима и Анны Благовещенской церкви (упоминается с 1493 года, полуразрушенное здание взорвано в 1969 году). В отличие от Большой Якиманки, её название сохранилось неизменным со времени его возникновения в XVIII веке.

## Описание
Малая Якиманка начинается от Якиманской набережной, проходит от Москвы-реки на юг параллельно Большой Полянке, пересекает Якиманский проезд, который делит улицу на две части, заканчивается на Бродниковом переулке.

## Примечательные здания и сооружения
По нечётной стороне:
- № 3 — жилой дом. Здесь жили советские учёные — геолог, минералог, геохимик, географ Д. И. Щербаков[1], физик, кристаллограф А. В. Шубников[2], агробиолог и селекционер И. Е. Глущенко[3].
- № 17 — комплекс б. Иверской общины сестёр милосердия, ныне детская больница № 20. Включает усадебный дом 1760-х гг., храм и постройки 1890—1910-х гг. (архитекторы И. Е. Бондаренко, С. К. Родионов, Д. М. Челищев и др.)
- № 19, строение 1 — Дом Четвериковых. Построен в начале XIX века, отреставрирован в 2000-х годах.
- № 19 — флигель постройки 1868 года, до революции входил в ансамбль усадьбы купцов Сушкиных. Здесь жил композитор и музыкальный теоретик Арсений Авраамов[4][5][6].

По чётной стороне:
- № 22, строение 1 — поликлиника № 68 ЦАО;
- № 22, строение 2 — центральный аппарат политической партии «Новые люди»;